# Berberis hamiltoniana
Berberis hamiltoniana är en berberisväxtart som beskrevs av Ahrendt. Berberis hamiltoniana ingår i släktet berberisar, och familjen berberisväxter. Inga underarter finns listade i Catalogue of Life.